# وانگ سو بوک
وانگ سو بوک (کره‌ای: 왕수복؛ ۵ مارس ۱۹۱۷ – ۱ ژوئن ۲۰۰۳) خواننده اهل کره شمالی و محبوب‌ترین خواننده در دوران استعمار ژاپن بر کره در سال ۱۹۳۵ بود. او به عنوان یک هنرمند زن نوآورانه شناخته می‌شد که راه را برای پدیده مدرن کی-پاپ آغاز کرد.

## زندگی‌نامه
وانگ سو بوک زادهٔ سال ۱۹۱۷ است و در مدرسه دخترانه رقصندگی در پیونگ‌یانگ تحصیل کرد که در آموزش گیسنگ تخصص داشت. این مدرسه دختران را در آواز خوانی، رقصندگی، نوازندگی و لباس آموزش می‌داد. او در سال ۱۹۳۱ فارغ‌التحصیل شد. نخستین فعالیتش را به عنوان خوانندهٔ گیسنگ در سال ۱۹۳۳ انجام داد و در بقیه سال‌های این دهه بسیار محبوب بود. از محبوب‌ترین ترانه‌های وانگ «اولجی مارایو» (گریه نکن) بود. یکی از سبک‌هایی که او آواز می‌خواند، کین‌مین‌یو یک سبک فولک سنتی بود. او با دو شرکت کلمبیا و پالیدور رکوردز قرار امضا کرد. دیگر خوانندگان محبوب آن دوره، لی اون پا و خواهران جوگوری بودند.